# Walter Alberts
Walter Alberts (* 9. September 1883 in Hagen; † 15. Oktober 1948 in Bochum) war ein deutscher Eisenhüttenmann und Manager der deutschen Stahlindustrie.

## Leben
Walter Alberts studierte an der Bergakademie Freiberg Hüttenkunde und wurde dort 1904 Mitglied des Corps Saxo-Borussia. Nach Abschluss des Studiums war er Assistent an der Bergakademie Clausthal, bei der Königshütte in Oberschlesien und anschließend Betriebsingenieur bei der Gutehoffnungshütte in Oberhausen. 1919 wurde er Betriebschef am Standort Duisburg-Ruhrort des Phoenix-Konzerns. 1926 mit der Bildung der Vereinigten Stahlwerke wurde er zum Direktor des Hüttenwerkes Ruhrort-Meiderich ernannt. 1932 wechselte er innerhalb des Konzerns als technischer Direktor zu der zur Ruhrstahl AG gehörenden Henrichshütte. 1934 wurde er Vorstand und 1937 stellvertretender Vorstandsvorsitzender der Ruhrstahl AG. 1942 wurde er zum Vorstandsvorsitzenden des ebenfalls zu den Vereinigten Stahlwerken gehörigen Bochumer Vereins als Nachfolger von Walter Borbet ernannt. Bis zu seinem Tode im Jahre 1948 hatte er diese Leitungsfunktion inne.
Das besondere wissenschaftlich-technische Verdienst von Alberts waren der Bau und die Inbetriebnahme eines 200-t-Talbot-Ofens in Ruhrort-Meiderich unter Anwendung der Erkenntnisse der physikalisch-chemischen Metallurgie. Hierüber wurde er 1930 an der Bergakademie Clausthal mit Auszeichnung zum Dr.-Ing. promoviert. Er war Mitglied des Vorstandes des Vereins Deutscher Eisenhüttenleute.

## Schriften
- Bau und Betrieb eines 200-t-Siemens-Martin-Olens für das Talbot-Verfahren, 1929
- Betrieb und Metallurgie eines 200-t-Kippofens für das Talbot-Verfahren, 1930
- Der Betrieb eines neuzeitlichen 200-to kippbaren Siemens-Martinofens für das Talbotverfahren und Untersuchungen über die metallurgischen Vorgänge, 1930
- Vergleichende Gegenüberstellung verschiedener Roheisen-Erz-Verfahren, 1933